# Sepedon aenescens
Sepedon aenescens är en tvåvingeart som beskrevs av Christian Rudolph Wilhelm Wiedemann 1830. Sepedon aenescens ingår i släktet Sepedon och familjen kärrflugor. Inga underarter finns listade i Catalogue of Life.